# Ética protestante do trabalho

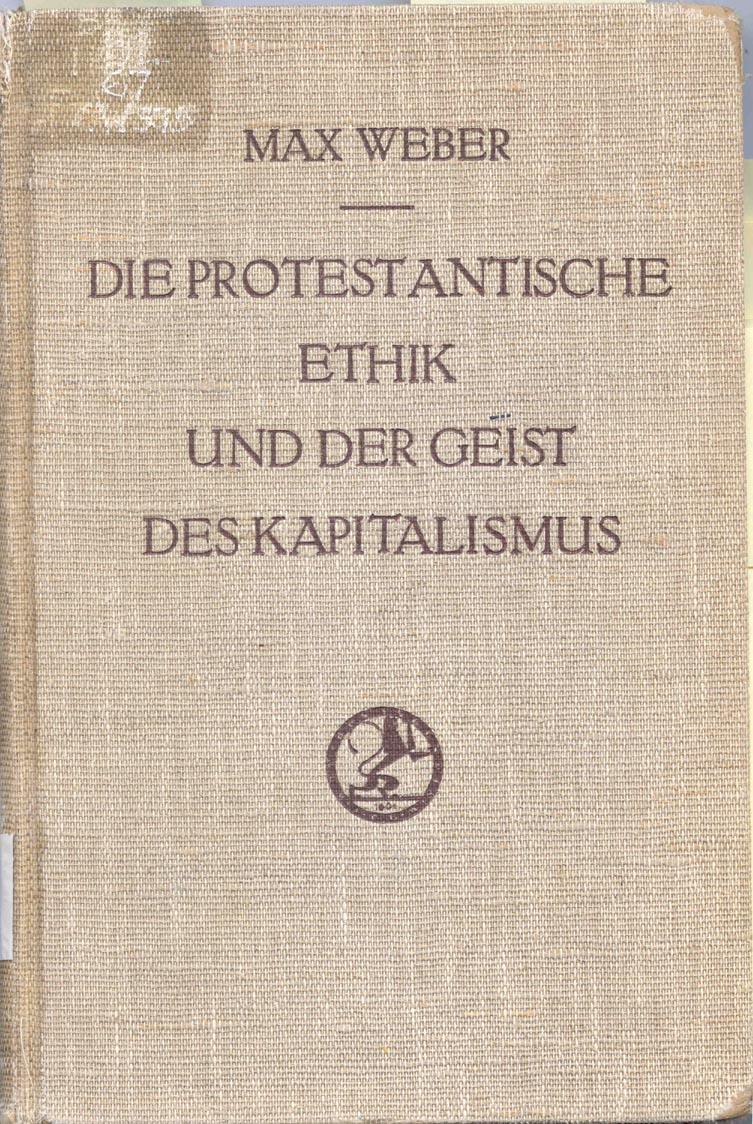
Capa da edição original em alemão de A Ética Protestante e o Espírito do Capitalismo.

A ética protestante do trabalho, a ética calvinista do trabalho ou a ética puritana do trabalho é um conceito na teologia, sociologia, economia e história qual enfatiza que trabalho árduo, disciplina e frugalidade são um resultado de uma subscrição da pessoa para os valores expostos pela fé Protestante, particularmente Calvinismo.
Isso contrasta com o foco em cima do atendimento religioso, confissão, e sacramento cerimonial na tradição católica romana. Uma pessoa não precisa ser um calvinista religioso em ordem de seguir a ética protestante do trabalho, como isso é uma parte de certas culturas impactadas pela Reforma Protestante.
O conceito é muitas vezes creditado com ajudar em definir as sociedades do Norte, Centro e Ocidente da Europa tais como na Escandinávia, os Países Baixos, o Reino Unido, Alemanha, a Suíça. Mesmo embora alguns desses países fossem mais afetados pelo Luteranismo ou Anglicanismo do que Calvinismo, protestantes locais antes de mais nada foram influenciados por essas ideias em um variante degrau. Como a lei penal foi promulgada para defender os uniformes ensinamentos da Igreja da Inglaterra na Inglaterra, apenas vários dissidentes ingleses mantiveram esses valores. Entre eles foram os Puritanos que emigraram para a Nova Inglaterra, trazendo a ética de trabalho com eles e ajudando definir a cultura do que se tornaria os Estados Unidos da América. Imigrantes germânicos trouxeram sua ética de trabalho para os Estados Unidos da América, Canadá, África do Sul e outras colônias europeias.
A frase foi inicialmente cunhada em 1904–1905 por Max Weber em seu livro A Ética Protestante e o Espírito do Capitalismo.

## Base na teologia Protestante
Os Protestantes, começando com Martinho Lutero, haviam reconceituado o trabalho mundano como um dever que beneficia tanto o indivíduo e sociedade como um todo. Assim, a ideia católica de boas obras foi transformada em uma obrigação para consistentemente trabalhar diligentemente como um sinal de graça. Considerando que o Catolicismo ensina que boas obras são exigidas dos católicos como uma necessária manifestação da fé que eles receberam, e que fé aparte das obras está morta e estéril, os teólogos calvinistas ensinaram que apenas aqueles que foram predestinados (cf. o conceito calvinista de dupla predestinação) para serem salvos seriam salvos.
Desde que era impossível saber quem estava predestinado, a noção desenvolvida é que poderia ser possível discernir que uma pessoa foi eleita (predestinada), por observar seu modo de vida. Trabalho árduo e frugalidade foram pensados para serem duas consequências importantes para ser um dos eleitos. Protestantes foram, assim, atraídos para essas qualidades e supostos para esforçarem para alcançá-las.

## História política americana
Escritor Frank Chodorov argumenta que a ética Protestante foi longamente considerada indispensável para figuras políticas americanas:

Houve um tempo, nesses Estados Unidos, quando um candidato para cargo público poderia se qualificar com o eleitorado apenas por fixar seu local de nascimento dentro ou perto da "cabine de registro". Ele pode ter adquirido uma competência, ou mesmo uma fortuna, desde então, mas isso foi na tradição que ele deve ter sido nascido de pais pobres e feito seu caminho para líder por pura habilidade, autoconfiança, e perseverança na face de dificuldades. Em curto, ele teve que ser "feito sozinho". A então chamada Ética Protestante então prevaleceu que o homem era um robusto e responsável indivíduo, responsável por si mesmo, sua sociedade, e seu Deus. Qualquer um que não pudesse se adaptar para aquele padrão poderia não se qualificar para cargo público ou mesmo respeito popular. Um quem nasceu "com uma colher de prata em sua boca" deve ser invejado, mas ele poderia não aspirar a aclamação pública; ele tinha que viver sua vida em seclusão de sua própria classe.

## Apoio
Tem havido uma revitalização do interesse de Weber, incluindo a obra de Lawrence Harrison, Samuel P. Huntington, e David Landes. Em um artigo do New York Times, publicado em 8 de junho de 2003, Niall Ferguson apontou que a informação da Organização para a Cooperação e Desenvolvimento Econômico (OCDE) parece confirmar que "a experiência da Europa Ocidental no passado quarto de século oferece uma inesperada confirmação da ética Protestante. Para colocar isso francamente, nós estamos testemunhando o declínio e queda da ética Protestante do trabalho na Europa. Este representa o impressionante trinfo da secularização na Europa Ocidental—o simultâneo declínio tanto do Protestantismo e sua única ética do trabalho."
É comum para aqueles em uma cultura protestante de trabalho pular o almoço (tradicionalmente sendo sustentados a partir de um grande almoço) ou almoçando enquanto fazendo seu trabalho. Isto está em contraste para as culturas católicas quais praticam a siesta na hora do almoço, e culturas neoconfucianas tais como China, Coreia, e Japão qual tem uma ou duas horas de pausa para o almoço. Alguns países tais como a Espanha tem experimentado com o banimento da siesta em ordem para tentar adotar a ética protestante do trabalho, com a esperança de reduzir seu débito financeiro via o trabalho árduo e empregados eficientes. Na Itália, muitas lojas agora permanecem abertas durante a siesta, enquanto na China, companhias estão encorajando empregados para deixar sua tradicional hora da pausa.

## Criticismo
O economista Joseph Schumpeter (um católico) argumenta que o capitalismo começou na Itália no século XIV, não nas áreas protestantes da Europa. Outros fatores que amplamente desenvolveram a economia de mercado europeia incluíram o fortalecimento dos direitos à propriedade e baixando os custos de transação com o declínio e monetização do feudalismo, e o aumento nos salários reais seguindo as epidemias de peste bubônica.
Becker e Wossmann na Universidade de Munique têm escrito um documento de discussão descrevendo uma teoria alternativa. O abstrato para isto afirma que a brecha de analfabetismo entre Protestantes (como um resultado da Reforma) e Católicos suficientemente explica as brechas econômicas, e que os "[r]esultados seguram quando nos exploramos a inicial dispersão concêntrica da Reforma para usar a distância para Wittenberg como um instrumento para o Protestantismo." Entretanto, eles também notam que entre Lutero (1500) e a Prússia de 1871, a limitada informação disponível tem significado que o período em questão é considerado como uma "caixa preta" e que apenas "alguma discussão e análise apressada" é possível."